# San Benito (Murcia)
San Benito es una pedanía perteneciente al municipio de Murcia, en la Región de Murcia (España). Cuenta con una población de 14.648 habitantes (INE 2022) y una extensión de 4,075 km². 

## Geografía
Limita con:
- al norte: barrios de San Pío X, Santiago el Mayor, Infante Juan Manuel y la pedanía de Los Dolores de Beniaján
- al este: Los Garres y Lages
- al sur: Algezares y Santo Ángel
- al oeste: Aljucer

Esta pedanía se compone de tres entidades singulares de población: El barrio del Progreso o barrio de las Ranas, la Ermita de Patiño y la llamada Huerta de San Benito. Las dos primeras cuentan con los principales núcleos de población: el barrio del Progreso y Patiño. Ambos forman un continuo urbano con la ciudad de Murcia, situada al norte.
La expansión de la ciudad de Murcia fuera de su distrito ha hecho que una parte de los barrios de nueva construcción en el entorno de Ronda Sur se encuentren administrativamente en territorio de la pedanía.

## Lugares de interés
- Torre Caradoc
- Patiño
- Barrio del Progreso
- Calle Mayor

- Datos: Q16460119